# Evgenija Bičugova
Evgenija Makarova, coniugata Bičugova (in russo Евгения Макарова-Бичугова?; Čerepovec, 10 agosto 1958), è una fondista russa naturalizzata italiana dal 2010.

## Carriera
Iniziò a praticare lo sci di fondo alla Scuola di sport giovanile dell'acciaieria di Čerepovec, allenata da Albina Alekseevna Novikova. Pluricampionessa refionale, nel 1975 entrò a far parte della squadra nazionale giovanile di sci di fondo dell'Unione Sovietica. Nel 1976 vinse il campionato sovietico nella 5 km e stafetta 4x5 km e il campionato europeo juniores. Nel 1976 vinse la medaglia di bronzo nella staffetta 3x5 km in Cecoslovacchia.
Srudentessa presso l'Istituto centrale di educazione fisica di Mosca, nel 1978 diventò campionessa nazionale giovanile nella 10 km e nella staffetta; nel 1981 entrò nella squadra nazionale sovietica. Nel 1982 partecipò alle Spartachiadi invernali dei popoli dell'URSS, come rappresentante della squadra di Mosca, vincendo la medaglia d'oro nella staffetta: per questo risultato, venne insignita del titolo di maestro internazionale dello sport nel 1982. Vinse poi altre due staffette alle Spartachiadi.
Nel 1995 vinse la Marcialonga. Nel 1997 vinse l'argento nella 30 km a tecnica classica del Campionato italiano di sci di fondo femminile.
Nella FIS Marathon Cup ottenne il nono posto nelle stagioni 2000/2001 e 2002/2003, salendo due volte sul podio di questa coppa, sempre nella Marcialonga (secondo posto nel 2001 e terzo posto nel 2003). Ottenne punti nella Coppa del Mondo di sci di fondo nel 2004, giungendo al 18º posto nella Marcialonga (che in quell'anno eccezionalmente faceva parte del calendario di Coppa del Mondo).
Ha vinto 10 gare della Gran fondo Val Casies e 12 gare della Granfondo Dobbiaco-Cortina.